# دمیرچی (هشترود)
دمیرچی یکی از روستاهای استان آذربایجان شرقی است که در دهستان آتش بیگ قرانقوبخش نظرکهریزی شهرستان هشترود واقع شده‌است.دمیرچی ۱۰۰نفرجمعیت وحدود ۳۵خانوار است